# Adhaesozetes barbarae
Adhaesozetes barbarae är en kvalsterart som beskrevs av Hammer 1966. Adhaesozetes barbarae ingår i släktet Adhaesozetes och familjen Adhaesozetidae. Inga underarter finns listade i Catalogue of Life.